# Niki Sanders
Niki Sanders egy kitalált szereplő a Hősök (Heroes) című televíziósorozatban, akit Ali Larter alakít. D.L. Hawkins felesége és Micah Sanders édesanyja. Nikinek létezik egy Jessica nevű másik énje, aki emberfeletti erőről tesz tanúbizonyságot, amikor átveszi az irányítást Niki felett. Jessica jobb lapockáján található egy hélix tetoválás, ami nem látszik ha éppen Niki irányít. Az első évad végén kiderül, hogy Niki önmagától is képes ezt az erőt használni.